# Yacanto de Calamuchita
Yacanto de Calamuchita é um município da província de Córdova, na Argentina.